# My Life (альбом Мэри Джей Блайдж)
My Life (рус. Моя жизнь) — второй студийный альбом американской R&B-певицы Мэри Джей Блайдж, выпущенный 29 ноября 1994 года на лейбле Uptown Records. Многие песни с альбома тематически связаны с клинической депрессией Блайдж, её борьбой с наркотиками и алкоголем, а также с плохими отношениями с окружающими. Как и её предыдущий альбом What’s the 411? Remix, My Life был спродюсирован Шоном Комбсом на его новосозданном лейбле Bad Boy Entertainment, который в то время находился при поддержке компании Arista Records.
В 2002 году журнал Blender включил альбом в список «100 величайших альбомов всех времён», поставив его на 57 место, в 2003 он занял 279 место в рейтинге «500 величайших альбомов всех времён» по версии журнала Rolling Stone, а в 2006 году он был включён в список журнала Time «100 величайших альбомов всех времён».

## История выхода альбома
После успеха дебютного альбома What’s the 411? и его ремикс-версии, зимой 1993 года Блайдж приступила к записи второго студийного альбома My Life. В проект был приглашён продюсер Чаки Томпсон, с которым первоначально был подписан контракт на продюсирование одной песни и интерлюдии для проекта. Закончилось это тем, что вскоре он покинул проект, так как продюсеры Блайдж, ранее принимавшие участие в записи альбома What’s the 411? стали требовать больше денег, когда тот получил статус трёхкратно-платинового. Блайдж понравилась одна песня, спродюсированная Томпсоном для неё, что позволило Комбсу изменить стилистику альбома.
После выпуска альбома группы Jodeci Diary of a Mad Band, Комбс пригласил в проект инженера звукозаписи Чарльза Принца Александра. Александр был приглашён в конце записи, после того, как завершил работу над альбомами других исполнителей лейбла Bad Boy Entertainment, таких как Total, The Notorious B.I.G и 112. В середине записи альбома, Комбс предложил сделать кавер-версию на песню «I’m Goin Down», хита 1977 года группы Rose Royce, и хотел, чтобы песню обработал Александр. Однако, между продюсерами произошли разногласия, так как Комбс хотел отдать должное себе и Томпсон, хотя во время записи песни они отсутствовали. Александр упорно боролся за эту песню с Комбсом, и обе стороны решали конфликт по телефону. Позже Комбс объяснил, что это было вызвано за тем, чтобы получить большой гонорар за продюсирование большинства песен, а продюсирование Александра помешало бы этому. Чтобы решить эту проблему, Александр настоял на ещё две записи с Bad Boy. Одной из других песен, которые он спродюсировал, стала кавер-версия другой песни группы Rose Royce — «Love Don’t Live Here Anymore» для дебютного альбома группы Faith Evans Faith в 1995 году. Позже Александр вновь был приглашён в проект для записи и микширования.
Песня «K.Murray Interlude» изначально была записана при участии рэпера The Notorious B.I.G.. Однако, из-за своего содержания, его партии были убраны из песни, так как это побудило бы лейбл Uptown Records выпустить альбом со стикером Parental Advisory. Вскоре его заменила рэперша Keith Murray, в то время как партии The Notorious B.I.G. были исполнены в песне «Who Shot Ya».
Альбом стал успешным для Блайдж, которая в этот момент находилась в депрессии, борясь с алкогольной и наркотической зависимостью, а также состояла в плохих отношениях с K-Ci Halley, о чём сообщалось в нескольких таблоидах. В этот период, Блайдж вновь занимала высокие места в чартах со своими синглами: хит «Be Happy», попавший в чарты топ-40, «I’m Goin Down» и «You Bring Me Joy». На альбоме используются соул-семплы таких R&B-исполнителей, как Кёртис Мэйфилд, Roy Ayers, Эл Грин, Тедди Пендеграсс, Марвин Гэй, Барри Уайт, Рик Джеймс и его протеже — группа Mary Jane Girls.

## Критика
| Оценки критиков               | Оценки критиков |
| Источник                      | Оценка          |
| ----------------------------- | --------------- |
| Allmusic                      | [ 1 ]           |
| Robert Christgau              | [ 9 ]           |
| Entertainment Weekly          | (B)             |
| NME                           | (7/10)          |
| The Rolling Stone Album Guide | [ 12 ]          |

В журнале NME посчитали, что высокие ритмы «составляют основу альбома» и похвалили Блайдж за то, что она «рассказывает своей аудитории о том, что она выросла так же как и они, как слушала музыку, которая находилась под влиянием одних и тех же ситуациях» Роберт Кристгау из агентства The Village Voice положительно оценил альбом, поставив ему три балла и посчитав, что «старание слушателей настроится на главное эстетическое или индивидуальное зрелище альбома может быть очень ценным». Он положительно отметил треки «Mary Jane» и «I’m Goin Down» и пошутил, сказав, что «вокруг этой девушки вьётся рецепт счастья». Джонатан Бернштейн из журнала Spin, в своём смешанном обзоре обнаружил большинство песен слишком «ординарными» и посчитал, что написанные Бладж песни «помогают ей дать волю своим эмоциям, но их мелодии представляют собой нечто вроде дыхательных упражнений».

## Коммерческий успех альбома
В первую неделю продаж My Life дебютировал под номером семь в британском чарте Billboard 200 и на вершине чарта Top R&B/Hip-Hop Albums в течение беспрецедентных восьми недель. В первую неделю было продано 231 000 копий альбома. В общей сложности он провёл 46 недель в чарте Billboard 200 и 84 — в R&B/Hip-Hop Albums чарте. Альбом также попал в канадский чарт, заняв в нём 37-е место, и 59-е в UK Albums Chart. 13 декабря 1995 года альбом был сертифицирован как трёхкратно-платиновый от Американской ассоциации звукозаписывающих компаний (RIAA) за продажу трёх миллионов копий в США.
В 1996 году альбом был номинирован на 38-ю премию «Грэмми» в номинации «Лучший альбом в стиле ритм-н-блюз», а в декабре того же года он был сертифицирован как трёхкратно-платиновый от Звукозаписывающей индустрии Америки за продажу трёх миллионов копий в США. Он также был признан «Лучшим ритм-н-блюз-альбомом» на премии Billboard Music Awards 1995.

## Список композиций
| №   | Название                         | Автор(ы)                                                                                    | Продюсер(ы)                                                           | Длительность |
| --- | -------------------------------- | ------------------------------------------------------------------------------------------- | --------------------------------------------------------------------- | ------------ |
| 1.  | «Intro»                          | Мэри Джей Блайдж, Шон «Паффи» Комбс, Чаки Томпсон                                           | Чаки Томпсон, Шон «Паффи» Комбс                                       | 1:04         |
| 2.  | «Mary Jane (All Night Long)»     | Блайдж, Комбс, Рик Джеймс, Томпсон                                                          | Чаки Томпсон, Шон «Паффи» Комбс                                       | 4:39         |
| 3.  | «You Bring Me Joy»               | Блайдж, Комбс, Joel «JoJo» Hailey, Томпсон, Ekundayo Paris, Нельсон Пигфорд                 | Чаки Томпсон, Шон «Паффи» Комбс, Joel «JoJo» Hailey                   | 4:13         |
| 4.  | «Marvin Interlude»               | Блайдж, Комбс, Томпсон                                                                      | Чаки Томпсон, Шон «Паффи» Комбс                                       | 0:36         |
| 5.  | «I'm The Only Woman»             | Блайдж, Комбс, Томпсон, Кертис Мэйфилд                                                      | Чаки Томпсон, Шон «Паффи» Комбс                                       | 4:30         |
| 6.  | «K. Murray Interlude»            | Keith Murray, Комбс, Nasheim Myrick, Томпсон, Алли Руби, Херб Магидсон                      | Nashiem Myrick, Шон «Паффи» Комбс                                     | 0:22         |
| 7.  | «My Life»                        | Блайдж, Комбс, Arlene DelValle, Томпсон, Roy Ayers                                          | Чаки Томпсон, Шон «Паффи» Комбс                                       | 4:17         |
| 8.  | «You Gotta Believe»              | Блайдж, Big Bub, Комбс, Faith Evans, Cedric «K-Ci» Hailey, Томпсон, Херб Мидлтон            | Херб Мидлтон, Чаки Томпсон, Шон «Паффи» Комбс                         | 5:02         |
| 9.  | «I Never Wanna Live Without You» | Блайдж, Big Bub, Комбс, Эванс, Томпсон, Мидлтон                                             | Херб Мидлтон, Чаки Томпсон, Шон «Паффи» Комбс                         | 6:17         |
| 10. | «I'm Goin' Down»                 | Норман Уитфилд                                                                              | Чаки Томпсон, Шон «Паффи» Комбс, Марк Ледфорд, Принц Чарльз Александр | 3:42         |
| 11. | «My Life Interlude»              | Блайдж, Big Bub, Комбс, Томпсон                                                             | Чаки Томпсон, Шон «Паффи» Комбс                                       | 1:15         |
| 12. | «Be With You»                    | Блайдж, Комбс, Томпсон                                                                      | Чаки Томпсон, Шон «Паффи» Комбс                                       | 4:26         |
| 13. | «Mary's Joint»                   | Блайдж, Комбс, Томпсон                                                                      | Чаки Томпсон, Шон «Паффи» Комбс                                       | 5:02         |
| 14. | «Don't Go»                       | Блайдж, Комбс, Эванс, Томпсон, Big Bub, Ген Гриффин, Timmy Gatling, Тедди Райли, Аарон Холл | Чаки Томпсон, Шон «Паффи» Комбс                                       | 4:59         |
| 15. | «I Love You»                     | Блайдж, Комбс, Томпсон, Isaac Hayes                                                         | Чаки Томпсон, Шон «Паффи» Комбс                                       | 4:31         |
| 16. | «No One Else»                    | Седрик Хейли, Dalvin DeGrate, Al Green, Douglas E. Davis, Рикки Уолтерс                     | Mr. Dalvin                                                            | 4:14         |
| 17. | «Be Happy»                       | Блайдж, Комбс, DelValle, J.C. Olivier, Кертис Мэйфилд                                       | Шон «Паффи» Комбс, Poke                                               | 5:49         |

| №   | Название                                  | Автор(ы)                                 | Продюсер    | Длительность |
| --- | ----------------------------------------- | ---------------------------------------- | ----------- | ------------ |
| 18. | «(You Make Me Feel Like) A Natural Woman» | Gerry Goffin, Кэрол Кинг, Джерри Векслер | James Mtume | 2:56         |

## Участники записи
| - Андре Харрелл — Исполнительное продюсирование - Big Bub — бэк-вокал - Боб Брокман — инженер звукозаписи, музыкальное программирование, клавишные, струнные, микширование - Bruce Purse — труба - Принц Чарльз Александр — Инженер звукозаписи, флейта, микширование, флейта-пиколо, продюсирование, тенор-саксофон - Чаки Томпсон — клавишные, продюсирование, игра на различных музыкальных инструментах, продюсирование - Dalvin DeGrate — аранжировка, дополнительные инструменты - Darryl Pearson — дополнительный бас - Дебра Янг — Координация производства - Диана Монро — Скрипка - Eileen Folson — Виолончель - Faith Evans — Соавтор песен, бэк-вокал - Фрэнк Колон — Перкуссия - Фред Макфарлен — Клавишные - Gloria Agostini — Арфа - Херб Мидлтон — Дополнительные клавишные инструменты, клавишные и другие инструменты - Херб Пауэрс — Мастеринг - Джоди Стрингхэм — Дизайн | - K-Ci & JoJo — Аранжировка, бэк-вокал - Keenya Mauldin — Парикмахер - Latonya J. Blige — Бэк-вокал - Lenny Underwood — Пианино - Lesa Terry — Скрипка - Марк Ледфорд — Труба, продюсирование - Мэри Джей Блайдж — Основной исполнитель, вокал, бэк-вокал - Nasheim Myrick — Инженер звукозаписи, продюсирование, музыкальное программирование - Regina Carter — Скрипка - Richard Travali — Инженер звукозаписи - Rob Paustian — Инженер звукозаписи, микширование - Сэм Файн — Макияж - Sante D’Orazio — Фотографирование - Шон «Паффи» Комбс — Исполнительное продюсирование, продюсирование - Sybil Pennix — Стилист - Tim Dawg — Associate Executive Producer - Tony Maserati — Инженер звукозаписи, микширование - Виктор Бэйли — Бас-гитара - Винсент Генри — Альт-саксофон |

## Чарты
| Чарт (1994—1995)                | Высшая позиция |
| ------------------------------- | -------------- |
| Canadian Albums Chart           | 37             |
| UK Albums Chart                 | 59             |
| US Billboard 200                | 7              |
| US Billboard R&B/Hip-Hop Albums | 1              |

## Рейтинги
| Издание              | Страна                  | Рейтинг                                           | Год  | Место |
| -------------------- | ----------------------- | ------------------------------------------------- | ---- | ----- |
| Blender              | США                     | 100 величайших американских альбомов всех времён  | 2002 | 57    |
| Entertainment Weekly | США                     | 100 лучших альбомов с 1983 по 2008 годы           | 2008 | 70    |
| Rolling Stone        | США                     | 50 основных женских альбомов                      | 2002 | 17    |
| Rolling Stone        | США                     | 100 величайших альбомов 90-х годов                | 2010 | 63    |
| Rolling Stone        | США                     | 500 величайших альбомов всех времён               | 2003 | 279   |
| Rolling Stone        | США                     | Основные записи 90-х годов                        | 1999 | *     |
| Time                 | США                     | Топ 100 альбомов всех времён                      | 2006 | *     |
| Vibe                 | США                     | 100 основных альбомов 20-го века                  | 1999 | *     |
| Vibe                 | США                     | 150 альбомов, выпущенных в «Vibe эру» (1992—2007) | 2007 | *     |
| The Rough Guide      | США                     | Соул: 100 основных CD-дисков                      | 2000 | *     |
| The New Nation       | Соединённое Королевство | Топ 100 альбомов темнокожих исполнителей          |      | 38    |
| FNAC                 | Франция                 | 1000 лучших альбомов всех времён                  | 2008 | 862   |